# Emily Roberts
Pour les articles homonymes, voir Roberts.
 (août 2022).
Emily Roberts (née le 21 mai 1993 à Hambourg) est une chanteuse allemande.

## Biographie
Née d'un père auteur-compositeur-interprète britannique, Guy Roberts, et d'une mère allemande, Roberts grandit à Hambourg. Elle commence à jouer de la guitare à 13 ans et écrit ses premières chansons à 15 ans. Sa première chanson est une chanson de rupture née de ses propres expériences.
En 2015 sort son premier EP Lion's Heart. Elle se fait connaître musicalement lorsqu'elle participe à une publicité de Noël pour un discounter en 2016. Elle chante la chanson #santaclara, écrite par 2WEI. En 2018 paraît son premier album Crying Over Spilled Milk.
En 2019, sa reprise de Bitter Sweet Symphony, un remix du duo de DJ Gamper & Dadoni, est pendant 13 semaines dans le classement Airplay allemand et 21 semaines dans celui autrichien.
Elle signe alors un contrat avec RCA Allemagne. La première sortie est sa chanson In This Together, co-écrite par Roberts avec Patrick Salmy, Ricard Munoz et Thomas Steengaard. Elle est le générique de la 14e saison de l'émission Ich bin ein Star – Holt mich hier raus!. Elle est la première partie de James Blunt pour les étapes de sa tournée en Allemagne.
Roberts se présente avec la chanson Soap en finale de la sélection de l'Allemagne au Concours Eurovision de la chanson 2022, mais finit à la dernière place, notamment au moment du télévote.

## Discographie
Album
- 2018 : Crying over Spilled Milk

EP
- 2016 : Lion’s Heart

Singles
- 2015 : Night
- 2016 : Lion’s Heart
- 2016 : #santaclara
- 2017 : Cabin in the Woods
- 2018 : Girls in the Club
- 2019 : In This Together (avec Pyke & Muñoz & Stengaard)
- 2020 : Relationshit

## Source de la traduction
- (de) Cet article est partiellement ou en totalité issu de l’article de Wikipédia en allemand intitulé « Emily Roberts » (voir la liste des auteurs).